# Berg-Sandlaufkäfer

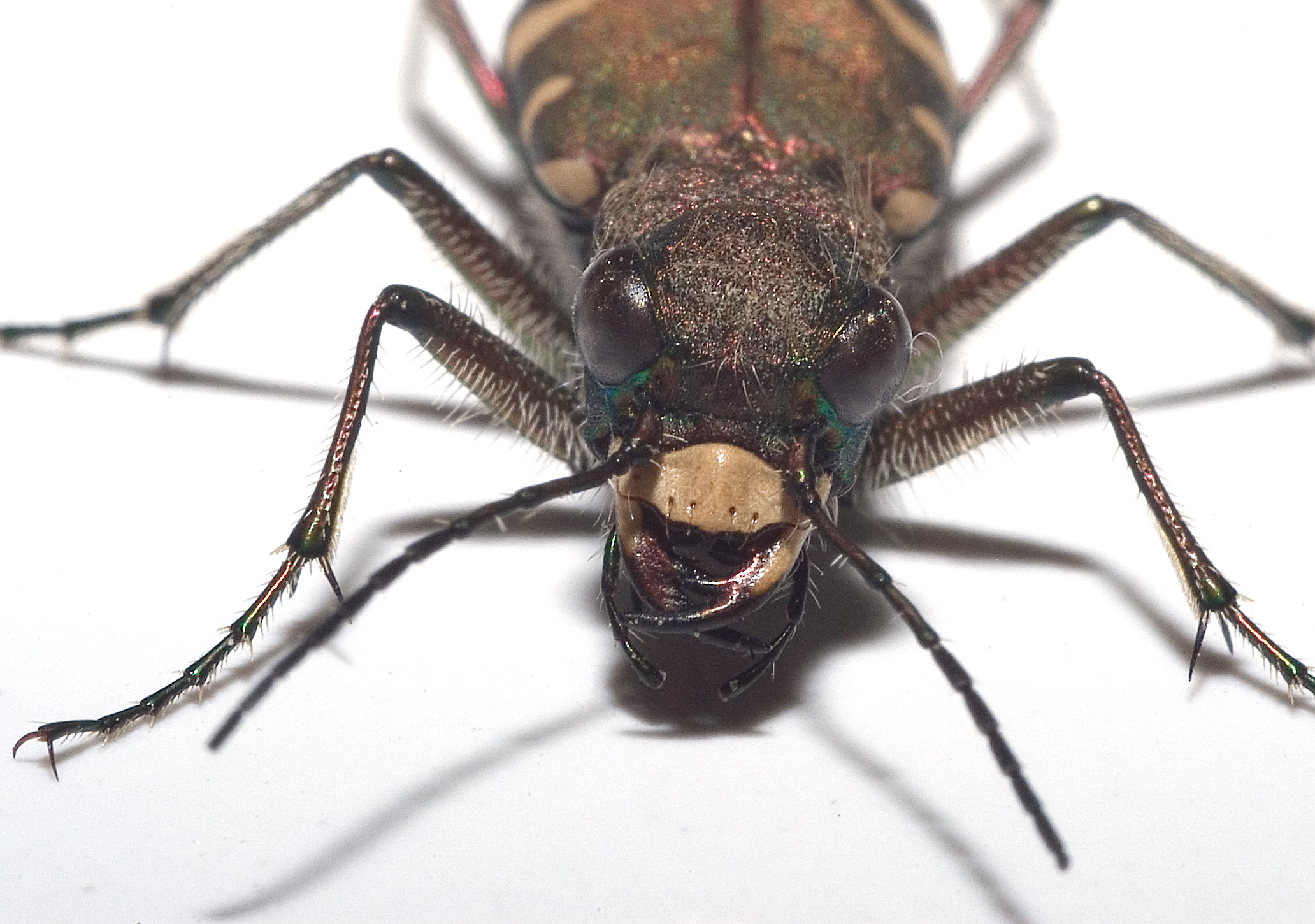
Berg-Sandlaufkäfer

Der Berg-Sandlaufkäfer (Cicindela sylvicola) ist ein Laufkäfer aus der Unterfamilie der Sandlaufkäfer (Cicindelinae).

## Merkmale
Die Käfer werden mit 12 bis 17 Millimeter Länge etwas größer als die Dünen-Sandlaufkäfer (Cicindela hybrida), sind ihnen aber zum Verwechseln ähnlich. Sie unterscheiden sich durch das 1. Fühlerglied, das mit zahlreichen Borsten besetzt ist (die Borsten sind oft abgebrochen, aber die Porenpunkte sind deutlich sichtbar), bei Cicindela hybrida nur wenige Borsten am distalen Ende. Die Deckflügel sind grünlich-kupferfarben und haben weiße oder gelbe Zackenbinden (Flecken). Die ersten beiden Glieder der Labialpalpen sind gelblich, das Endglied ist dunkel.

## Vorkommen
Der Berg-Sandlaufkäfer kommt vor allem in Mitteleuropa bis Mittelitalien und in Südosteuropa auf sonnigen, trockenen Waldwegen, auf lehmigen Böden, in Sand- und Kiesgruben und Steinbrüchen vor. Dies aber nur in bergiger Lage, in der Ebene kommt diese Art nicht vor. Sie sind von April bis August zu finden.

## Lebensweise
Sowohl die Imagines als auch die Larven ernähren sich von Insekten. Die Paarung erfolgt im Juni, ab August schlüpft bereits die nächste Generation.